# Abraham Schuurman
Abraham Schuurman (Amsterdam, 20 november 1781 – Utrecht, 27 mei 1865) was een Nederlands militair en politicus.

## Familie
Schuurman was de zoon van Anna Elisabeth Redelaar en de Amsterdamse koopman, makelaar en patriot Gerrit Schuurman. Zijn vader was in 1787 na de restauratie van het Orangistische stadhouderlijk stelsel met zijn gezin gevlucht naar Sint-Omaars, waar hij in 1794 als uitgewekene was overleden. Abraham Schuurman huwde 6 juni 1802 te Enkhuizen met Henriette Clara Versfelt. Zij kregen elf kinderen; vier kinderen stierven jong.

## Loopbaan
Abraham Schuurman diende achtereenvolgens als officier in het leger van de Bataafse Republiek, het leger van het koninkrijk Holland en de Napoleontische Grande Armée. In 1812 nam hij deel aan de Veldtocht van Napoleon naar Rusland, deeluitmakend van het 33e regiment infanterie als kapitein van een bataljon. Hij raakte tijdens de terugtocht gewond in de slag bij Krasnoj, waar het restant van zijn regiment gewond raakte ofwel werd gedood of gevangengenomen. Slechts 80 man van het oorspronkelijk ca. 2500 man tellende regiment overleefde de tocht.
Schuurman werd in februari 1827 bevorderd tot Generaal-Majoor. In die hoedanigheid commandeerde hij gedurende de Belgische opstand van 1830 de 1e Brigade van het Mobiele leger. In de Tiendaagse Veldtocht van 1831 stond hij aan het hoofd van de 1e brigade van de 1e Divisie Infanterie van luitenant-generaal Josephus Jacobus van Geen.
Van 1 januari 1837 tot 1 januari 1840 was Schuurman opperbevelhebber van de troepen in Zeeland en hij werd in 1840 directeur-generaal van het Ministerie van Oorlog. Hij werd op 27 september 1840 bevorderd tot luitenant-generaal der infanterie. Schuurman werd later adjudant in buitengewone dienst van Willem II en Willem III. Omstreeks 1848 werd hij in die hoedanigheid, als commandant (ad interim) van de tweede divisie infanterie, belast met het provinciaal commandement van Noord-Holland en Utrecht. In 1850 werd hij daarvan ontheven en belast met de waarneming van de betrekking van inspecteur van het wapen der infanterie. Die functie oefende hij uit tot hij in 1852 op eigen verzoek met pensioen werd gesteld.

## Onderscheidingen
Abraham Schuurman werd onder andere onderscheiden als ridder der 3e klasse Militaire Willems-Orde, commandeur Orde van de Nederlandse Leeuw en grootkruis Orde van de Eikenkroon.